# Barrio Valentina Sur Rural
El Barrio Valentina Sur Rural es un barrio de la ciudad de Neuquén, Argentina. Cuenta con una superficie de aproximadamente 1200 hectáreas y con una población de 1.127 habitantes (censo del 2010).
Se trata del barrio más extenso de la ciudad. Limita al oeste con Plottier, y se extiende desde la calle Saavedra hasta Futaleufú y de la Avenida Mosconi hasta el río Limay. En gran parte de este barrio se realizan actividades de agricultra, ya que sus tierras, por la cercanía al Río Limay son de óptima calidad para el cultivo de alimentos.
Actualmente el barrio experimenta una rápida urbanización como producto del crecimiento exponencial de la población en la ciudad.

## Instituciones y lugares representativos

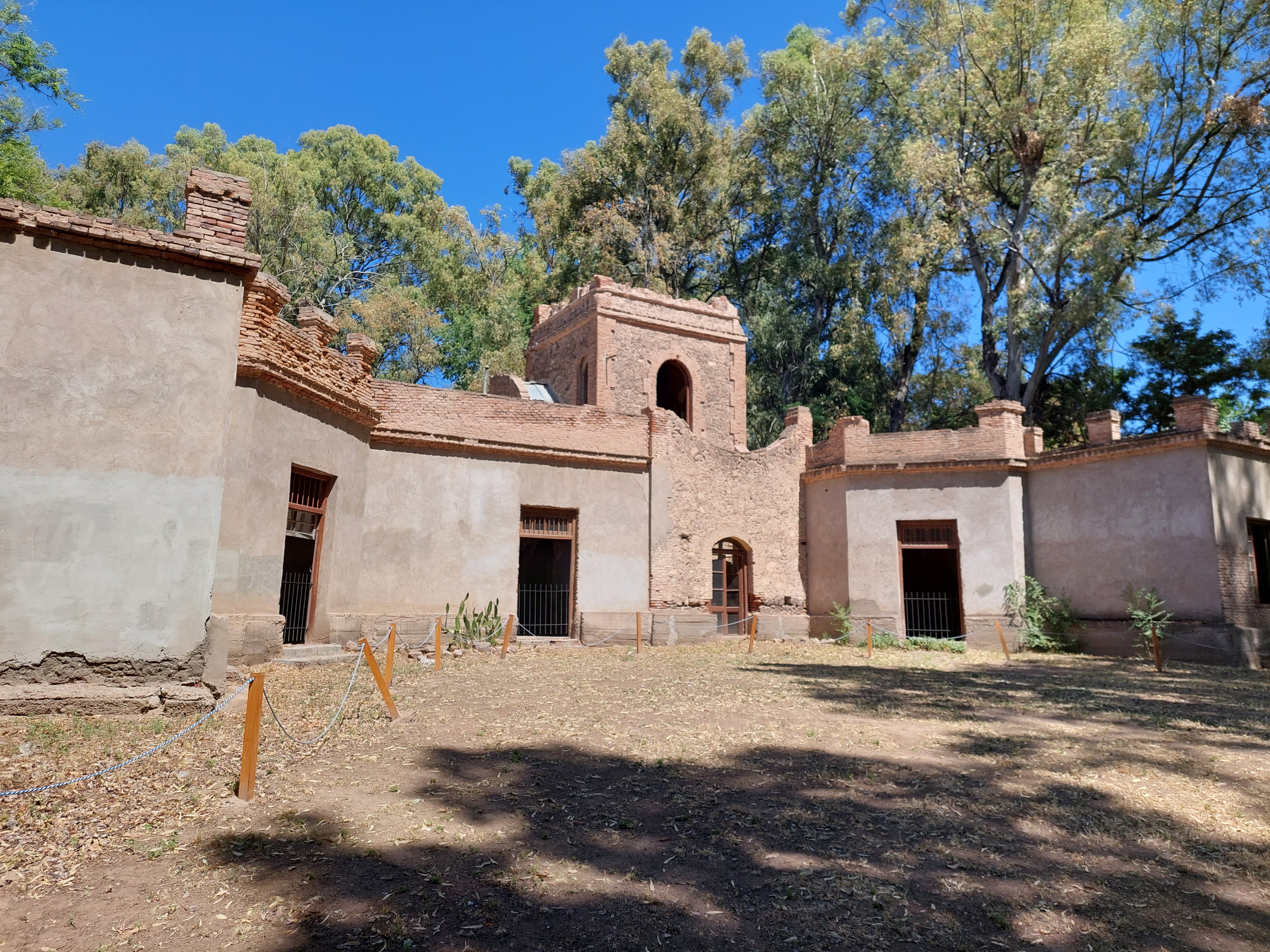
Fachada de la Torre Talero en su estado actual

### Torre Talero
Uno de los edificios más emblemáticos de la ciudad se encuentra emplazado en este barrio. Fue la casa del exgobernador de la provincia Eduardo Talero, construida en 1906, actualmente es el edificio más antiguo de la ciudad, en 2015 fue declarado Monuménto Histórico Nacional.

### Paseo Costero
Sobre la margen sur del barrio atraviesan 3 km del paseo costero que conecta toda la costanera de la ciudad.

### Balneario Valentina Brun de Duclot
Inaugurado en 2014 se trata de un predio de 800 metros ubicado a la vera del Río Limay frente al puente que una Las Perlas con la Ciudad de Neuquén.

### Otras instituciones
Comisaría N.º 44: Es la única comisaría del barrio.
CPEM N.º 42: Escuela de educación pública, nocturna para adultos.
CPEM N.º 49: Escuela de educación pública para adolescentes, diurna.
Escuela N.º 223: "don Victoriano Avila": Escuela primaria pública.